# NGC 5737
NGC 5737 is een balkspiraalstelsel in het sterrenbeeld Ossenhoeder. Het hemelobject werd op 20 april 1792 ontdekt door de Duits-Britse astronoom William Herschel.

## Synoniemen
- UGC 9488
- MCG 3-37-39
- ZWG 105.7
- PGC 52582